# Paul Le Drogo
Paul Le Drogo (Pontivy, 16 de desembre de 1905 - Sarzeau, 25 de juliol de 1966) va ser un ciclista francès que fou professional entre 1927 i 1939. Durant aquests anys aconseguí una vintena de victòries, entre elles una etapa al Tour de França de 1929. Era el germà petit del també ciclista Ferdinand Le Drogo.
Entre 1953 i 1954 va ser director esportiu de l'equip Stella-Wolber, que tenia a les seves files als germans Louison i Jean Bobet i Pierre Barbotin.

## Palmarès
- 1927
  - 1r del Gran Premi d'Alceida i vencedor de 2 etapes
- 1928
  - 1r del Gran Premi de la Sharte
  - 1r del Circuit dels Asos de l'Oest
- 1929
  - 1r del Critèrium Nacional de primavera
  - 1r a la Challenge Lux a Morlaix
  - 1r a la Challenge Sigrand a Brest
  - Vencedor d'una etapa al Tour de França
- 1930
  - 1r a la París-Rennes
  - Vencedor d'una etapa al Circuit de les Viles d'aigües d'Alvèrnia
- 1931
  - 1r del Gran Premi del Cinquantenari de la ruta a Monthléry
- 1932
  - 1r del Circuit de la Manega
  - Vencedor d'una etapa al Circuit de l'Oest
- 1933
  - Vencedor d'una etapa al Circuit de l'Oest
- 1934
  - Vencedor de 2 etapes al Circuit de l'Oest
- 1935
  - Vencedor d'una etapa al Circuit de l'Oest

### Resultats al Tour de França
- 1927. Abandona (1a etapa)
- 1929. Abandona (10a etapa). Vencedor d'una etapa
- 1932. Abandona (5a etapa)